# Jiřice (okres Pelhřimov)
Obec Jiřice (německy Jirschitz) se nachází 3 km severozápadně od Humpolce v okrese Pelhřimov v Kraji Vysočina. Žije zde 942 obyvatel. V současnosti je největší obcí v okolí Humpolce a probíhá zde nejrozsáhlejší výstavba rodinných domků. Nachází se zde restaurace s penzionem Sedlácký dvůr a hospoda Pod lípou.

## Historie
První písemná zmínka o obci pochází z roku 1226.
V letech 1989-2010 působil jako starosta Svatopluk Veroněk, od roku 2010 tuto funkci zastává Miroslav Jirků.

## Ocenění
Obec Jiřice v roce 1995 obdržela ocenění v soutěži Vesnice Vysočiny, konkrétně získala Modrou stuhu za společenský život. Obec Jiřice v roce 1997 obdržela ocenění v soutěži Vesnice Vysočiny, konkrétně získala Bílou stuhu za život mládeže. Obec Jiřice v roce 1998 obdržela ocenění v soutěži Vesnice Vysočiny, konkrétně získala Zelenou stuhu za péči o zeleň a životní prostředí. Obec Jiřice v roce 2001 obdržela ocenění v soutěži Vesnice Vysočiny, konkrétně získala ocenění modrý diplom, tj. diplom za vzorné vedení obecní knihovny. Obec Jiřice v roce 2003 obdržela ocenění v soutěži Vesnice Vysočiny, konkrétně získala ocenění bílá stuha, tj. ocenění za činnost mládeže. Obec Jiřice v roce 2005 obdržela ocenění v soutěži Vesnice Vysočiny, konkrétně získala ocenění modrá stuha, tj. ocenění za společenský život. Obec Jiřice v roce 2008 obdržela ocenění v soutěži Vesnice Vysočiny, konkrétně získala ocenění zelená stuha, tj. ocenění za péči o zeleň a životní prostředí. Obec Jiřice v roce 2012 obdržela ocenění v soutěži Vesnice Vysočiny, konkrétně získala ocenění Cena naděje pro živý venkov. Obec Jiřice v roce 2013 obdržela ocenění v soutěži Vesnice Vysočiny, konkrétně získala ocenění diplom za příkladný rozvoj obce. Obec Jiřice v roce 2014 obdržela ocenění v soutěži Vesnice Vysočiny, konkrétně získala ocenění diplom za knihovnu. V roce 2015 získala obec ocenění v soutěži Vesnice Vysočiny 2015, konkrétně obdržela Zelenou stuhu za péči o zeleň a životní prostředí. V roce 2016 získala obec ocenění v soutěži Vesnice Vysočiny 2016, konkrétně obdržela diplom za podporu využívání volného času dětí a mládeže. V roce 2017 získala obec ocenění v soutěži Vesnice Vysočiny 2017, konkrétně obdržela Diplom za obnovení lidových tradic. V roce 2018 získala obec ocenění v soutěži Vesnice Vysočiny 2018, konkrétně obdržela Bílou stuhu za činnost mládeže. V roce 2019 získala obec ocenění v soutěži Vesnice Vysočiny 2019, konkrétně obdržela Diplom za inovativní přístup k výchově mládeže. V roce 2022 získala obec ocenění v soutěži Vesnice Vysočiny 2022, konkrétně obdržela Zlatou cihlu v Programu obnovy venkova za příkladné stavby na venkově, realizované v duchu Programu obnovy venkova v Kategorii C za novou venkovskou stavbu, za Budovu obecního úřadu.

## Školství
- Základní škola a Mateřská škola Jiřice

## Doprava
Územím obce prochází dálnice D1 a silnice II/129 v úseku Křelovice - Močidla - Humpolec. Dále jsou zde silnice III. třídy:
- III/12935 Humpolec - Jiřice - Speřice - Koberovice
- III/12936 Lhotka - Jiřice
- III/12937 Speřice - Holušice

## Pamětihodnosti
- Kostel svatého Jakuba Většího na návsi
- Boží muka u kostela
- Kříž, u farmy
- Pomník padlým
- Fara na návsi
- Jiřická lípa

## Části obce
- Jiřice
- Močidla
- Speřice